# Курашев
Курашев (пол. Kuraszew) — село в Польщі, у гміні Вогинь Радинського повіту Люблінського воєводства.
Населення — 379 осіб (2011).
У 1975-1998 роках село належало до Білопідляського воєводства.

## Демографія
Демографічна структура станом на 31 березня 2011 року:
|          | Загалом | Допрацездатний вік | Працездатний вік | Постпрацездатний вік |
| -------- | ------- | ------------------ | ---------------- | -------------------- |
| Чоловіки | 204     | 43                 | 134              | 27                   |
| Жінки    | 175     | 31                 | 104              | 40                   |
| Разом    | 379     | 74                 | 238              | 67                   |